# Jaime Enrique Duque Correa
Jaime Enrique Duque Correa MXY (* 4. April 1943 in Medellín; † 14. April 2013 ebenda) war ein kolumbianischer Ordensgeistlicher und Bischof von El Banco.

## Leben
Jaime Enrique Duque Correa besuchte die Grundschule an der Päpstlichen Universität Bolivariana und das Gymnasium am Kleinen Seminar der Misioneros Javerianos de Yarumal. Am Großen Seminar von Yarumal studierte er Philosophie und Theologie und trat der Ordensgemeinschaft der Misioneros Javerianos de Yarumal bei, legte die Profess am 5. November 1966 ab und empfing am 2. Juli 1967 die Priesterweihe. Er war von 1968 bis 1973 Direktor des Pastoralinstitutes in Medellín sowie von 1968 bis 1969 Missionar und Schulrektor in Providencia. 1971/72 lehrte er am Colegio Ferrini in Medellín. 1973 wurde er Novizenmeister in Yarumal und Buenaventura; von 1975 bis 1980 war er im bolivianischen Bistum Potosí als Missionar tätig. Nach seelsorgerischen Tätigkeiten in Cotagaita und Talina war er von 1982 bis 1984 Rektor des Kleinen Seminars seines Ordens in Yarumal. Von 1984 bis 1990 war er Assistent des Generaloberen der Misioneros Javerianos de Yarumal und dessen Generalsekretär. Von 1991 bis 1995 war er als Missionar im Bistum Machala in Ecuador tätig und von 1994 bis 1995 Koordinator seines Ordens für die Missionstätigkeiten in Ecuador. 2000 übernahm er die Pfarre in Emaús in Medellín.
Papst Benedikt XVI. ernannte ihn am 17. Januar 2006 zum Bischof von El Banco. Der Apostolische Nuntius in Kolumbien, Erzbischof Beniamino Stella, spendete ihm am 25. Februar desselben Jahres die Bischofsweihe; Mitkonsekratoren waren Alberto Giraldo Jaramillo PSS, Erzbischof von Medellín, und Antonio Bayter Abud MXY, Apostolischer Vikar von Inírida.